# Oued Mina
L'Oued Mina (en : ar واد مينا)est une rivière en Algérie et L'une des branches les plus longues de la vallée de Chlef, qui prend sa source à Tousnina et traverse de nombreuses communes des wilayas de Tiaret , Saida , Mascara et Relizane, où elle se jette dans Sidi Khattab .La vallée s'étend sur 200 km, formant un bassin d'une superficie de 8 200 km². Il comprend de nombreux barrages qui irriguent la plaine de Mina, célèbre pour sa production de céréales et d'agrumes.

## Géographie

### Climat

#### Précipitations
La région nord connaît une pluviométrie moyenne de 200 à 300 mm, d'autant plus que la région est caractérisée par une agriculture intensive et un relief plat. Les précipitations mensuelles moyennes sont de 5 mm en juillet et d'environ 51 mm en mars. Le bassin de Sidi M'hamed Ben Aouda est la zone où les précipitations quotidiennes sont les plus importantes, avec 30 mm.

#### Température
Il est à noter que la variation des températures moyennes est influencée par de nombreuses variables régionales et saisonnières. Le mois de janvier enregistre la température minimale la plus basse, tandis que les températures les plus élevées se situent en juillet et août .
La région de Relizane enregistre la température moyenne la plus élevée de 17 °C, tandis que la plus basse est de 13 °C dans lesles altitudes  Les valeurs mensuelles maximales et minimales moyennes sont respectivement de 27°C et 10°C .

#### Evapotranspiration
Selon l'Agence Nationale Algérienne de la Recherche Scientifique (ANRH),, l'évaporation totale varie entre 1200 et 1600 mm, et atteint son maximum à la station de Sidi M'hamed Ben Aouda à 1626 mm en hiver.l’évapotranspiration décroît progressivement jusqu’au moment où elle atteint des valeurs inférieures à celles des précipitations.

### Lithologique
En 1987, dans le cadre du partenariat algéro-allemand, l'Agence allemande de coopération technique a étudié les caractéristiques des roches du bassin versant de Mina à l'aide d'images satellite. Elle a conclu que l'absence de végétation provoquait l'érosion des roches sous l'effet de l'eau, notamment en hiver.

### Hydrologie
En 1936, le barrage de Bakhda fut construit, avec un débit de 1 300 km, puis plus tard le barrage de Sidi M'hamed Ben Aouda fut construit avec une capacité de 237 millions de m3.qui à son tour fournit de l'eau potable à la population et irrigue des terres agricoles d'une superficie de 2 300 hectares situés dans la plaine de la Mina et du Bas Chélif .

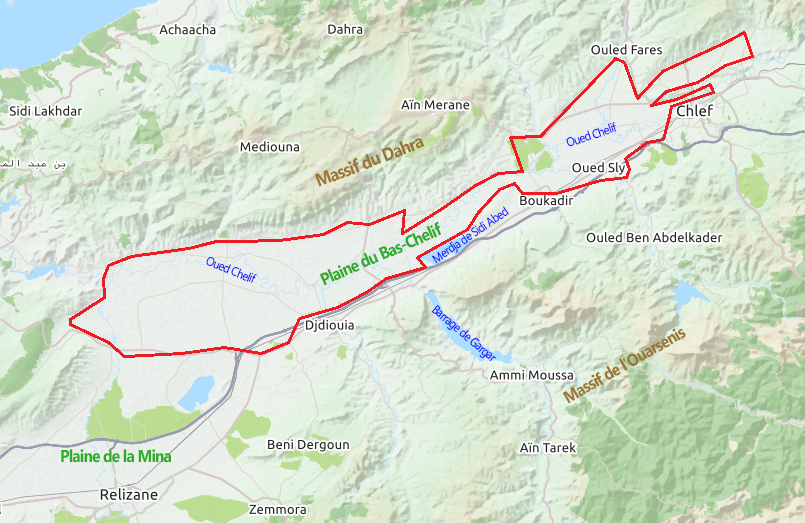
Carte plaine du bas chelif
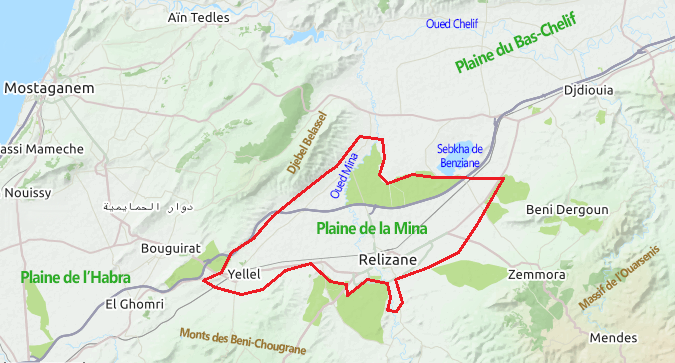
Carte de la Plaine de la Mina

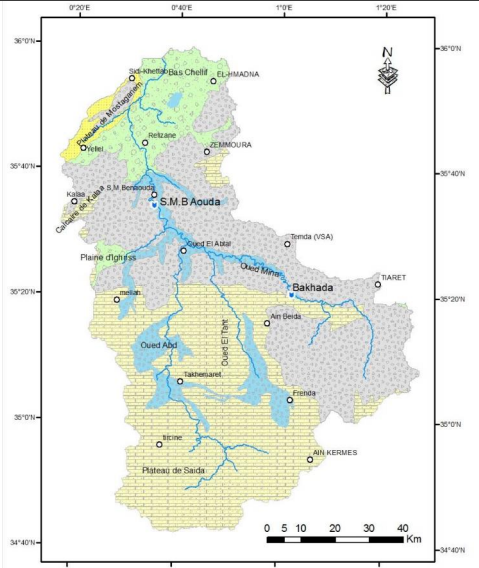
Les principales unités hydrogéologiques Le bassin versant de l'oued Mina

### Morphologie

#### Principaux affluents
De nombreuses vallées et affluents se jettent dans la vallée de la Mina, dont les plus importants sont :
1. Oued El Abd : prend naissance des monts à partir des monts de Sidi Youcef et Boudfir et draine le djebel de Argoub, Toukiret, Moualek et Djebel Maida
2. Oued Taht :draine les monts de Kaf Safsaf passant par les monts de Keskas et Coulamzan
3. Oued Kheloug :
4. Oued el Maleh :est un ruisseau se trouve à proximité de la localité de Douar Ouled Srour[5].
5. Oued Hillil :est un ruisseau se trouve à proximité de la localité de Zgaïr, ainsi que de Belassel Bouzegza[6].
6. Oued Haded : draine les monts de Loukda.
7. Oued Kreloua :draine e les monts de Sidi Yahia et de Bou Barha.

## Agglomération de bassin de Mina
|    | Wilayas            | Communes | Pourcentage | Image                           |
| -- | ------------------ | --- | ----------- | ------------------------------- |
| 01 | Wilaya de Tiaret   | Medroussa , Mellakou , Tousnina , Frenda , Takhemaret ,Ain Kermes Rosfa , Djillali Ben Amar ,Mechraa sfa ,Tagdemt           | 48.2        | Les principales agglomérations. |
| 02 | Wilaya de Saida    | Tircine | 9           | Les principales agglomérations. |
| 03 | Wilaya de Mascara  | Oued El Abtal , Sidi Abdeldjabar .Hachem Sehailia                                                                           | 15.77       | Les principales agglomérations. |
| 04 | Wilaya de Relizane | Sidi M'Hamed Benouda ,Relizane ,Zemmora , Bendaoued ,Matmar ,Hillil , Kalaa ,Belassel ,Oued Djemaa , Hamadna , Sidi Khettab | 26.59       | Les principales agglomérations. |

## Histoire

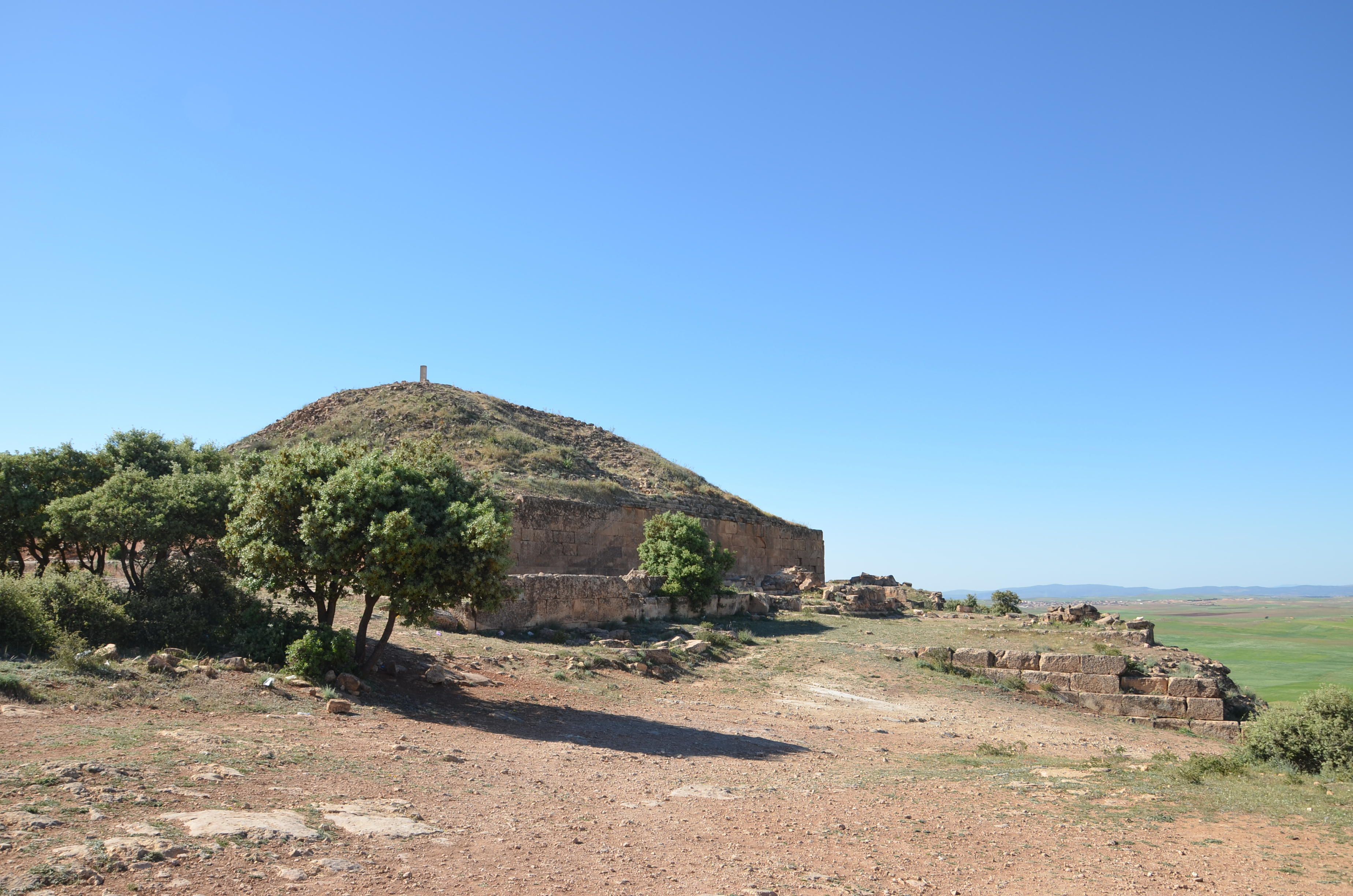
Djeddar Monuments funéraires à Medroussa

Le long des rives de la vallée se trouvent des villes, des centres de population et des forts militaires datant de l'époque romaine, comme Mina.Le patrimoine matériel le plus célèbreà proximité de l'alarme est peut-être celui des pyramides Djedder .
De nombreuses tribus berbères habitaient les bords de la vallée comme Beni Iloumi et Benoumanou, telles que et étaient contemporaines des différents États qui régnaient sur la région, tels que : Les rostomide ,Fatimides ,Hamadides ,Zianides ,mais au XIVe siècle., les tribus hilaliens, notamment la branche des Zoghba, prirent le pouvoir et s'étendirent largement dans la région. Il est à noter qu'Ibn Khaldoun vécut environ cinq ans au la forteresse des Beni Salama avec l'un des princes hilaliens. Et il a écrit son célèbre livre Muqaddima .
Sous la domination ottomane, la région fut incluse sous l'administration du Beylik de l'Ouest  ,Frenda et Zemmora sont devenues d’importants centres de population dans la région et de nouvelles unions tribales furent formées, comme les Flittas et les Djebalia, qui entrèrent dans des affrontements répétés avec les Turcs, le dernier étant la révolution de Darqaoua , au cours de laquelle elles s'effondrèrent.
Après l'occupation française de l'Algérie, les colons ont établi de nombreuses villes sur des ruines antiques, telles que : Relizane,Uzès le Duc, Prévost-Paradol  ,Mellakou Elle les reliait également à une ligne de chemin de fer.
Impcte 

## Menaces et risques
La vallée de la Mina est exposée à de nombreux risques qui ont un impact négatif sur la vallée et son bassin, notamment :

### Pollution
La pollution industrielle, le rejet d'eaux usées directement dans la vallée et la présence de décharges à proximité.

### Inodations
En raison de la présence de nombreuses agglomérations et les bidonvilles à proximité de la vallée, celle-ci est fortement exposée aux inondations qui menacent sa sécurité. La vallée a connu de nombreuses inondations, notamment en 1930 L'une des zones les plus menacées par les inondations est Relizane et Belassel . 

### Changement climatique
Les fluctuations du niveau de l'eau constituent une menace réelle pour la nappe phréatique, impactant négativement les barrages et les agriculteurs qui irriguent leurs terres.

## Galerie

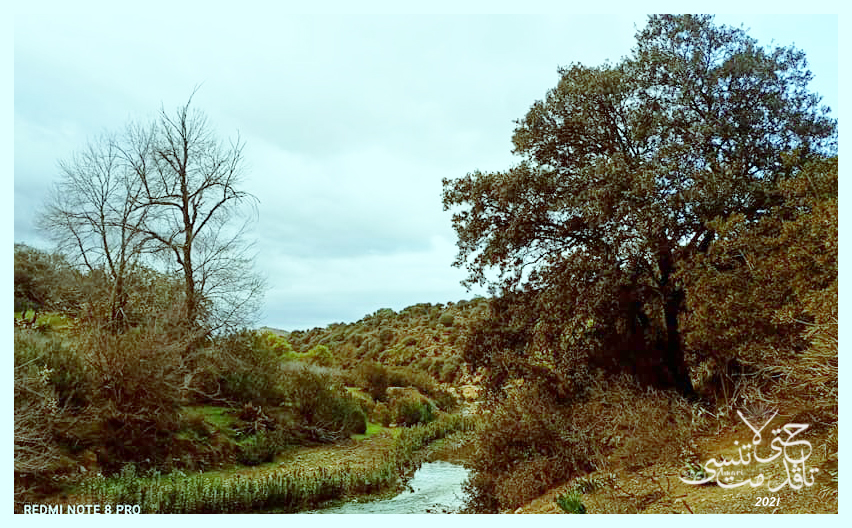
Oued Mina -Tagdemt
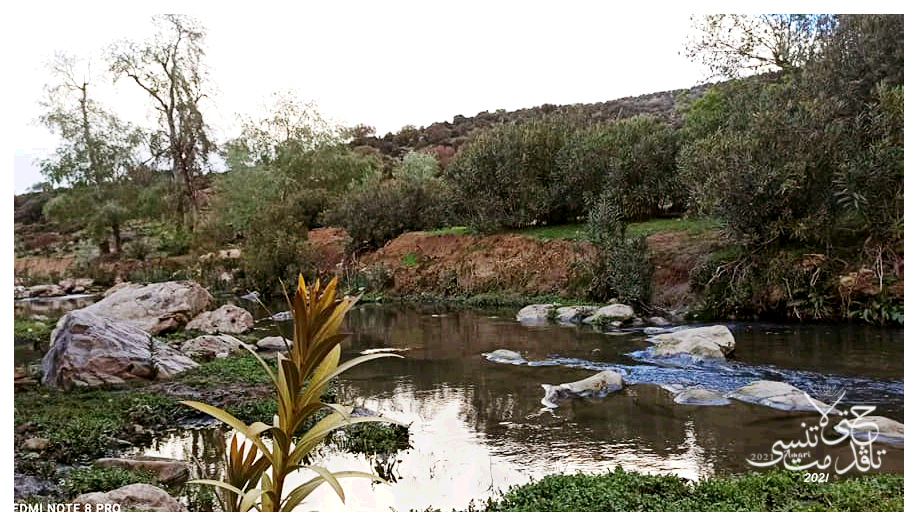
Oued Mina -Tagdemt
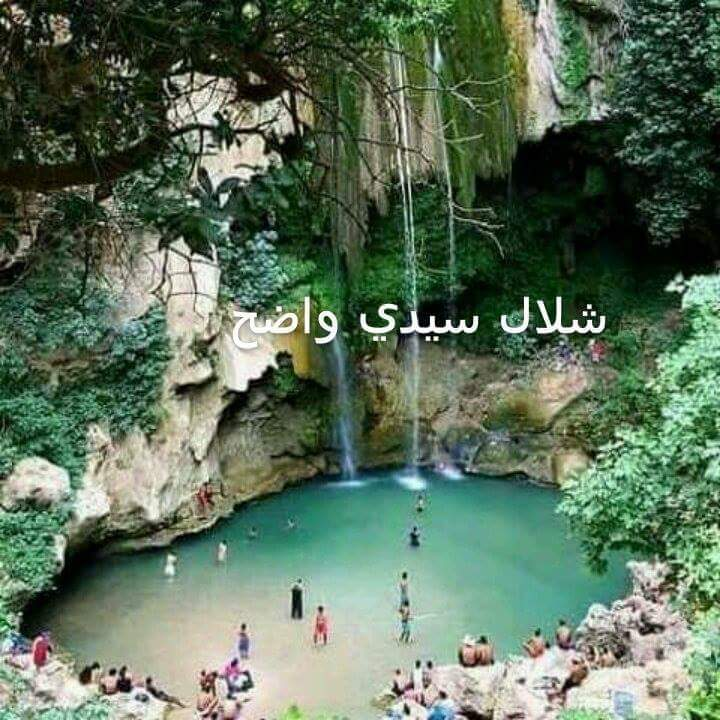
Cascade de Sidi Ouadeh Mellakou

## Référencement